# Caucourt
Caucourt é uma comuna francesa na região administrativa de Altos da França, no departamento de Pas-de-Calais. Estende-se por uma área de 5,51 km². Em 2010 a comuna tinha 349 habitantes (densidade: 63,3 hab./km²).